# Satisfactory
Satisfactory — компьютерная игра в жанре симулятора строительства и управления, разработанная и выпущенная шведской студией Coffee Stain Studios. Игра была выпущена в ранний доступ 19 марта 2019 года для Windows, полноценный релиз проекта состоялся 10 сентября 2024 года. По состоянию на январь 2024 года было продано 5,5 миллионов копий. Игрок управляет инженером-одиночкой, сброшенным на чужую планету, с видом от первого лица. Там он должен добывать природные ресурсы и строить всё более сложные фабрики для производства различных изделий. Обозреватели сравнивали Satisfactory прежде всего со схожей по концепции игрой Factorio, отмечая затягивающий игровой процесс, привлекательную графику и экологическую повестку — хотя Satisfactory всячески подталкивает игрока к росту и развитию фабрик, она одновременно вызывает невольное чувство вины за уничтожение красот дикой природы.

## Игровой процесс
Игрок берёт на себя роль инженера, который был отправлен на планету MASSAGE-2(AB)b через десантную капсулу с приказом «колонизировать» её, то есть построить заводской комплекс для FICSIT на планете; у игрока есть выбор из четырёх стартовых локаций: луга, скалистая пустыня, лес или пустыня. Мир Satisfactory создаётся заранее, то есть карта каждого игрока изначально идентична; эта карта имеет большие размеры — 30 квадратных километров. При приземлении игрок начинает с постройки ХАБа из частей разобранной аварийной капсулы. Далее игрок работает над улучшением ХАБа с первого уровня на последующие, предоставляя определённые компоненты, большинство из которых должны быть сделаны путём сбора местных ресурсов, таких как руды и растительные материалы, с помощью ручных инструментов или автоматических, используя ремесленное оборудование в ХАБе для изготовления новых инструментов или оборудования и использования этого оборудования для изготовления новых компонентов. После того, как все необходимые компоненты доставлены в ХАБ, он расширяется до следующего уровня, предоставляя игроку больше возможностей для строительства и новые цели.
Первоначально, большая часть этой последовательности будет выполняться вручную, когда игрок будет переходить непосредственно к ресурсам, чтобы собрать их, а затем к станциям для изготовления снаряжения. Однако по мере того, как игрок открывает новое оборудование, многие из этих процессов можно автоматизировать за счёт внедрения энергосистем, включая атомные электростанции, а также за счёт автоматизации сбора ресурсов и их транспортировки, например, с помощью конвейерных лент. Конечная цель игры — собрать достаточно деталей, чтобы построить космический лифт и завершить этапы постройки проекта «Сборка». Помимо автоматизации создания этих частей, игрок также должен пережить опасности планеты, на которой находится, включая связанные с ней флору и фауну. Также в игре есть возможность создать оружие, снаряжение и транспортные средства, имеется элемент прокачивания в специальном месте.

## Разработка
В марте 2018 года студия Coffee Stain, ранее создавшая Goat Simulator, выпустила трейлер, в котором представила игру Satisfactory. В трейлере была показана инопланетная планета и её природа, а также слышны странные металлические звуки. В июне 2018 года разработчики выпустили геймплейный трейлер, в котором было показано создание конвейеров, заводов, фабрик и перемещение ресурсов. Игрок будет управлять инженером, задача которого — наладить автоматизированное производство. Действие игры будет происходить в открытом мире, игра будет поддерживать кооперативный режим.
По словам Оскара Джилсена, руководителя разработки Satisfactory, среднему игроку потребуется 80—100 часов на прохождение игры.
Игра вышла в раннем доступе 19 марта 2019 года в цифровом магазине Epic Games Store. В июле 2019 года разработчики выпустили обновление, которое добавило в игру поезда и ядерную энергетику. С помощью поездов игрок сможет быстрее перемещать добытые ресурсы и автоматизировать этот процесс, а для их работы необходимы ядерные электростанции. Кроме того, в игру были добавлены новые локации с уникальной природой. В феврале 2020 года разработчики выпустили новое обновление и объявили, что Satisfactory выйдет в Steam. В новом обновлении были добавлены трубы и нефтеперерабатывающие заводы, а также улучшена оптимизация и физика. Игра вышла в раннем доступе в Steam 8 июня 2020 года.

## Отзывы
Обозреватель Rock Paper Shotgun Брендон Колдуэлл сравнивал Satisfactory с такими играми, как Factorio и SpaceChem, но отмечал, что Satisfactory выделяется на их фоне красочной трёхмерной графикой и видом от первого лица — «как если бы кто-то уменьшил тебя и запустил внутрь Factorio, чтобы ты всё контролировал на месте». Колдуэлл также находил сходство игры с Subnautica, по крайней мере, в части исследования инопланетного мира, «космической» музыки и закадрового компьютерного голоса, комментирующего действия игрока от лица некоей бездушной корпорации. По мнению обозревателя, игра содержит и экологическую повестку — хотя игрок уничтожает экосистему чужого мира, перерабатывая природные ресурсы и покрывая поверхность планеты фабриками, с точки зрения Колдуэлла, разработчики постарались вызвать у игрока некоторое чувство вины за эту деятельность. Дмитрий Кривов в рецензии на раннюю версию игры для iXBT Games отметил, что игра обладает невероятным магнетизмом — так, что «даже сквозь сон будешь заниматься планированием и думать об улучшении сети заводов»; идею колонизации планеты с развитием и строительством, но при этом уничтожением природы он назвал одновременно привлекательной и ужасающей. По мнению Кривова, хотя игра и намного красивее, чем Factorio, в ней отсутствуют многие привычные для этого симулятора удобства, так что «фанаты Factorio будут фыркать и ворчать»; он также указал на недостатки оптимизации и технические ошибки, портящие впечатление от игры — впрочем, по его словам, для игрока пройдут десятки, если не сотни игровых часов, прежде чем он столкнётся со многими из таких проблем.

## Продажи
В первый год после выхода в ранний доступ игра была эксклюзивом сервиса цифровой дистрибуции Epic Games Store, и её можно было купить только там. В течение первых трёх месяцев было продано более 500 000 копий. 8 июня 2020 года игра стала также доступна и в Steam. На июль 2020 года продажи превысили 1,3 миллиона, причём 958 917 копий (72 %) приходились на Epic Games Store, а 367 601 копия — на Steam.